# Chris Ward (homme politique canadien)
Pour les articles homonymes, voir Chris Ward et Ward.
Christopher Campbell Ward (né le 21 juin 1949) est un homme politique provincial canadien de l'Ontario. Il représente la circonscription de Wentworth-Nord à titre de député du Parti libéral de l'Ontario de 1985 à 1990. Il est ministre dans le cabinet du gouvernement de David Peterson.

## Biographie
Né à Birmingham en Angleterre, il est le fils d'Albert Charles Ward et de Daniella Joy Griffiths. Ward grandit et étudie à Dundas en Ontario. Il marie Carol Suzanne Hunter.

## Carrière politique
Ward commence sa carrière en tant que conseiller municipal de l'ancienne ville de Flamborough (en) (aujourd'hui fusionnée à Hamilton) en 1978. conseiller régional en 1980 et maire en 1982.
En 1984, il se présente dans la circonscription de Wentworth-Nord lors d'une élection partielle, mais il est défait par la candidat progressiste-conservatrice Ann Sloat par 169 voix. Il prend sa revanche lors des élections générales de 1985 et est réélu en 1987.
Durant son passage à l'Assemblée législative de l'Ontario, il sert comme assistant-parlementaire du ministre de la Santé du 26 juin 1985 au 9 janvier 1987 et assistant du procureur général Ian Scott de janvier à septembre 1987. Promu ministre de l'ministre de l'Éducation le 29 septembre 1987, il est muté au ministère des Services gouvernementaux et leader du gouvernement en chambre lors du remaniement ministériel du 2 août 1989.
Défait lors de l'élection de 1990, Ward est défait par un différence de 88 voix. Durant la campagne, il se trouve visé par un groupe d'avocats locaux qui s'opposaient à l'instauration d'une assurance-auto de type no-fault par le gouvernement Peterson.
À nouveau défait dans Wentworth-Nord en 1995, il est défait par le progressiste-conservateur Toni Skarica.
Lors de la course à la chefferie (en) de 1996, il donne son soutien au député Gerard Kennedy.

## Après la politique
Après avoir quitté la politique, Ward devient vice-président en planification stratégique et en communications de la compagnie en recherches pharmaceutiques. Il travaille ensuite pour Ward Health Strategies, firme de consultant basée à Toronto et Washington D.C.. Depuis, il offre des séances d'informations pour les législateurs via la Pharmaceutical Research and Manufacturers of America.